# Jeff Bezos
Jeffrey Preston Bezos (Albuquerque, Novi Meksiko, SAD, 12. siječnja 1964.) je američki investitor i inženjer. Osnivač je Amazona, čiji je bio izvršni direktor u prošlosti. Njegovo bogatstvo je procjenjeno na 196 milijardi dolara, te je prema Forbesovoj listi bogataša treći najbogatiji čovjek na svijetu. 20. srpnja 2021.  letio je u svemir sa svojim bratom Markom. 

## Rani život
Jeffrey Preston Jorgensen rođen je u Albuquerqueu, 12. siječnja 1964., kao sin Jacklyn i Theodora. Njegova majka tada je imala 17 godina i pohađala srednju školu, a otac mu je imao 19 godina. Roditelji su mu se rastavili, a nakon toga se njegova majka udala za kubanskog imigranta Miguela "Mike" Bezosa, travnja 1968. Tada je Jeffovo prezime promijenjeno iz Jorgensen u Bezos.
Kako bi Miguel radio kao inženjer obitelj se iz Albuquerquea seli u Houston, Teksas. Bezos tamo pohađa River Oaks osnovnu školu do šestog razreda. Bezos je često ljetovao na ranču svoga djeda, Lawrence Gisea, u Cottuli. Obitelj se zatim seli u Miami, gdje Bezos pohađa srednju školu Miami Palmetto, u ovom razdoblju radi u McDonald'su. Godine 1982. Bezos završava srednju školu kao učenik generacije, a 1986. summa cum laude završava studij inženjerstva na sveučilištu Princeton.

## Karijera

### Početak karijere
Nakon završetka studija kreće raditi u tvrtci Fitel, sve do 1988. kada se zapošljava u Bankers Trustu. Nakon toga se zapošljava u tvrtci D. E. Shaw & Co, gdje radi do 1994. te dolazi do položaja potpredsjednika.

### Amazon
Dana 5. srpnja 1994. Bezos je napustio posao i osnovao Amazon, u početku online knjižaru.

## Vanjske poveznice
|  | Zajednički poslužitelj ima još gradiva o temi Jeff Bezos |